# Jean-Marie Lermyte
Jean-Marie Lermyte (Poperinge, 26 juni 1946) is een Belgisch historicus-heemkundige en was leraar.

## Levensloop
Lermyte promoveerde tot licentiaat geschiedenis (1969) en tot doctor in de geschiedenis (1980). Hij werd leraar aan het Sint-Jozefsinstituut in Brugge (1980-1972) en het Sint-Jozefscollege in Izegem (1972-2011). 
Lermyte was vele decennia actief als plaatselijk historicus en heemkundige. Hij was:
- voorzitter van de Izegemse heemkundige kring Ten Mandere;
- voorzitter van de West-Vlaamse bonden van heemkunde;
- ondervoorzitter van Heemkunde Vlaanderen.

In 2011 kende Heemkunde Vlaanderen aan Lermyte de heemkundeprijs Dr. Jozef Weyns toe.

## Publicaties
- Voor de ziel van het kind, herwerkte doctoraatsverhandeling over de schoolstrijd, 1985.
- Geschiedenis van Izegem, Izegem, Ten Mandere, 1985.
- Leopold Slosse, VWS-cahiers nr 156, 1992.
- Sint-Jozefscollege, Izegem, 1994.
- Geworteld en vertakt. De christelijke arbeidersbeweging in Izegem tot in 1940, 1988.
- De onvrijheid van het onderwijs in de 19e eeuw in België, in: Ons Erfdeel, 1981
- Jules Declercq, (met Antoon van Severen), 2000.
- 200 Jaar Koninklijke Fanfare Izegem, 2006.
- Leven in het Operatiegebied, Izegem in 1914-1918, Kortrijk, Groeninge, 2010.
- Geschiedenis van Kachtem, 2019.